# Kejsi Tola
Kejsi Tola (Tirana, Albanië, 5 februari 1992) is een Albanees zangeres. Ze vertegenwoordigde haar land op het Eurovisiesongfestival 2009 in Moskou, Rusland met het nummer Më merr në ëndërr (Engels: Carry me in your dreams). Tola heeft ook de Albanese versie van Idols gewonnen.

## Biografie
In 2008 won Tola het 47e Festivali i këngës waarmee in Albanië het nummer wordt gekozen dat het land mag vertegenwoordigen op het Eurovisiesongfestival. Het nummer is gecomponeerd door Edmond Zhulali en geschreven door Agim Doci. Beiden hebben ook het nummer The Image of You gecreëerd voor Anjeza Shahini waarmee Albanië in 2004 debuteerde op het Eurovisiesongfestival.
Tijdens de tweede halve finale op 14 mei 2009 behaalde Tola voldoende stemmen om door te mogen naar de finale op 16 mei 2009. Tola eindigde tijdens de finale op de 17e plaats met 48 punten.
In 2012 probeerde Tola het weer, maar bereikte toen slechts een 3e plaats op het Festivali i këngës met het liedje S'jemi më atje.